# Helmer & Søn
Helmer & Søn (dt. Helmer & Sohn) ist ein dänischer Kurzfilm aus dem Jahr 2006. Bei der Oscarverleihung im darauffolgenden Jahr war er in der Kategorie Bester Kurzfilm nominiert.

## Handlung
Der viel beschäftigte Jess wird ins Altersheim gerufen. Sein Vater, Helmer, sei beim Frühstück nicht anwesend gewesen, weshalb man nach ihm gesucht habe und ihn im Schrank seines Zimmers gefunden habe, den zu verlassen, er sich weigere und stattdessen gern allein gelassen werden würde. Nolens volens spricht Jess mit seinem Vater und macht ihm Vorhaltungen, dass er doch versprochen habe, es mit dem Altersheim zu probieren und er sei ja gerade mal einen Monat hier. Jess wird immer wieder durch Anrufe eines Angestellten unterbrochen und sein Vater gibt ihm aus dem Schrank heraus Ratschläge, wie er mit dem Anrufer umzugehen habe. Schließlich sei es ja mal seine Firma gewesen und er kenne den Angestellten schon sehr lange. Er schulde der Firma mittlerweile drei Flaschen Whiskey.
Die Altersheimverwaltung hat aber auch Jesses Schwester, Vibeke, angerufen. Diese erscheint mit ihrer Tochter Sophie und meint zunächst, ihr Vater sei tot. Nachdem sie herausfindet, dass dem nicht so ist, beginnt sie in aller Normalität ein Gespräch mit dem Vater, da sie ihr erstes Bild verkauft habe.
Letztlich beginnen Jess und Helmer wieder einen Streit um die Firma, während das Altersheimpersonal auf die Suche nach Asta, einer Bewohnerin, macht. Jess teilt seinem Vater erzürnt mit, dass es mal eine Zeit gegeben habe, in der er sich vor dem Tode Helmers gefürchtet habe, doch das wäre nun nicht mehr der Fall. Sofort darauf tut ihm das Gesagte leid und entschuldigt sich. Der Vater verlässt den Schrank, um den Sohn zu umarmen. Er ist splitternackt, weshalb die Tochter es ablehnt, sich an der familiären Versöhnung zu beteiligen. Nun öffnet sich die zweite Tür des Schrankes, in dem noch immer eine ebenfalls nackte Frau sitzt. Helmer stellt sie als Asta vor. Die Tochter ist ein bisschen schockiert, weshalb sie der Vater fragt, ob sie nicht dann und wann auch Sex habe. Nachdem ihm sein Vater sämtliche Entscheidungsfreiheit über die Firma gegeben hat, wird Jess ein weiteres Mal vom Angestellten angerufen. Nun antwortet er ganz ruhig und fordert gar die drei Whiskeyflaschen ein. Bei der Verabschiedung meint er zu seinem Vater, dass Asta sehr nett sei.